# Миранти-ду-Паранапанема
Миранти-ду-Паранапанема (порт. Mirante do Paranapanema) — муниципалитет в Бразилии, входит в штат Сан-Паулу. Составная часть мезорегиона Президенти-Пруденти. Входит в экономико-статистический микрорегион Президенти-Пруденти. Население составляет 16 977 человек на 2006 год. Занимает площадь 1 237,847 км². Плотность населения — 13,7 чел./км².
Праздник города — 29 ноября.

## История
Город основан 29 ноября 1953 года.

## Статистика
- Валовой внутренний продукт на 2003 составляет 74 070 779,00 реалов (данные: Бразильский институт географии и статистики).
- Валовой внутренний продукт на душу населения на 2003 составляет 4454,85 реалов (данные: Бразильский институт географии и статистики).
- Индекс развития человеческого потенциала на 2000 составляет 0,735 (данные: Программа развития ООН).